# Réaction de Duff
La réaction de Duff ou formylation aromatique de l'hexamine est une réaction de formylation utilisée en chimie organique pour la synthèse du benzaldéhyde à partir de l'hexamine (méthénamine) comme source carbonée de formyle,,,,,. Cette réaction se base formellement sur une substitution électrophile aromatique où l'espèce électrophile est un ion iminium CH2+NR2. La réaction initiale produit un dérivé d'iminium qui est ensuite hydrolysé en aldéhyde. Cette réaction nécessite un groupe électro-donneur fort sur le noyau aromatique, comme un groupe phénol. Cette réaction permet par exemple de synthétiser le 3,5-di-tert-butylsalicylaldéhyde : 
ou encore le syringaldéhyde :

## Mécanisme réactionnel
Le mécanisme réactionnel est décrit ci-dessus. L'hexamine est dans un premier temps acidifiée (réaction avec un acide faible, ici l'acide acétique) et finit par se réarranger en ion iminium avec un groupe méthine. Ce groupe, fortement électrophile va s'additionner en position ortho du groupe phénol qui perd son proton par réaction acide-base avec l'acétate précédemment formé, et est transformé en groupe cétone. Le composé nouvellement formé se transforme en dérivé benzylaminé de phénol par un équilibre céto-énolique (la forme phénol - aromatique - étant bien plus stable que la forme cyclohexa-2,4-diénone).
Le groupe pseudo-hexamine lié au phénol est à nouveau acidifié par l'acide acétique, et se réarrange une nouvelle fois en ion iminium, de telle sorte que ce sont les atomes de carbone et d'azote en position benzylique qui portent cette fonction. Ce dernier intermédiaire est ensuite hydrolysé, formant le dérivé benzaldéhyde final, ici le salicylaldéhyde (ou 2-hydroxybenzaldéhyde).